# Donovan Bailey
Pour les articles homonymes, voir Bailey.
Donovan Bailey (né le 16 décembre 1967 dans la Paroisse de Manchester, en Jamaïque)  est un sprinter canadien spécialiste du 100 m, champion olympique dans cette discipline en 1996 et champion du monde l'année précédente, en 1995. Il est l'ancien détenteur du record du monde du 100 mètres avec un temps de 9 s 84, établi lors de sa victoire en finale des Jeux olympiques de 1996 à Atlanta. Il détient par ailleurs le record du monde du 50 mètres en salle.

## Carrière sportive
Natif de Manchester en Jamaïque, Donovan Bailey émigre au Canada à l'âge de treize ans. Il joue alors au basket-ball puis se concentre sur le 100 m à partir de 1994 après 3 années de pratique amateur. Il était aussi à cette époque agent de change.
Il est sacré champion du monde sur 100 m et sur 4 × 100 m en 1995, lors des Championnats du monde de Göteborg.
En 1996, aux Jeux olympiques d'Atlanta, il devient champion olympique en battant le record du monde du 100 m en 9 s 84 (+0,7 m/s), battant ainsi la précédente marque (9 s 85) établie deux ans auparavant par l'américain Leroy Burrell.
En 1997, il court contre le champion olympique du 200 m, Michael Johnson lors d'un duel sur 150 m (75 m de virage et 75 m de ligne droite) organisé à Toronto. Ce duel vise à déterminer quel est l'homme le plus rapide du monde, étant donné que Johnson a battu le record du monde du 200 m, l'année précédente lors des Jeux olympiques. Bailey remporte ce duel sur abandon de Johnson à la suite d'une blessure nébuleuse contractée à la sortie du virage. Il remporta 1,5 million de dollar pour le gain de cette course.
Donovan Bailey se blessa sérieusement en fin de saison 1997 et en 1998 notamment au tendon d'Achille et à un pied. Il entreprit cependant un retour pour les Jeux olympiques de Sydney en 2000, mais souffrant d'une pneumonie, il échoua en série.
Il prit sa retraite sportive en 2001.

## Postérité et réalisations
Bailey fut la seconde personne à détenir les titres majeurs du 100 m de façon concomitante (Champion du monde, Champion olympique et Recordman du monde); Carl Lewis fut le premier à le réaliser puis Maurice Greene, Justin Gatlin, et Usain Bolt le réalisera par la suite. Son record olympique fut d'ailleurs battu par Bolt aux Jeux olympiques 2008.
Il restera le premier Canadien à descendre officiellement sous la barre des 10 secondes sur 100 mètres.

## Palmarès
| Date | Compétition                    | Lieu      | Résultat | Épreuve   | Temps        |
| ---- | ------------------------------ | --------- | -------- | --------- | ------------ |
| 1991 | Jeux panaméricains             | La Havane | 8e       | 100 m     | 102 s        |
| 1991 | Jeux panaméricains             | La Havane | 2e       | 4 × 100 m |              |
| 1994 | Jeux du Commonwealth           | Victoria  | 1er      | 4 × 100 m | 38 s 39 (CR) |
| 1995 | Championnats du monde en salle | Barcelone | 4e       | 200 m     | 21 s 08      |
| 1995 | Championnats du monde          | Göteborg  | 1er      | 100 m     | 9 s 97       |
| 1995 | Championnats du monde          | Göteborg  | 1er      | 4 × 100 m | 38 s 31      |
| 1996 | Jeux olympiques                | Atlanta   | 1er      | 100 m     | 9 s 84 (WR)  |
| 1996 | Jeux olympiques                | Atlanta   | 1er      | 4 × 100 m | 37 s 69      |
| 1997 | Championnats du monde          | Athènes   | 2e       | 100 m     | 9 s 91       |
| 1997 | Championnats du monde          | Athènes   | 1er      | 4 × 100 m | 37 s 86      |
| 1999 | Jeux panaméricains             | Winnipeg  | 2e       | 4 × 100 m |              |

## Records

### Records personnels
| Épreuve    | Performance | Lieu     | Date            |
| ---------- | ----------- | -------- | --------------- |
| 50 mètres  | 5 s 56      | Reno     | 9 février 1996  |
| 60 mètres  | 6 s 51      | Maebashi | 8 février 1997  |
| 100 mètres | 9 s 84      | Atlanta  | 27 juillet 1996 |
| 150 mètres | 14 s 99     | Toronto  | 1er juin 1997   |
| 200 mètres | 20 s 42     | Lucerne  | 2 juillet 1998  |

### Records du monde
- Record du monde du 100 m en 9 s 84 (+0,7 m/s), le 27 juillet 1996 à Atlanta
- Record du monde du 50 m en salle en 5 s 56[1], le 9 février 1996 à Reno (Nevada)